# Saúl Zamora
Saúl Zamora Romero (León, Guanajuato, México; 26 de marzo de 2003) es un futbolista mexicano que juega como mediocampista en el Club Deportivo Tapatío de la Liga de Expansión MX.

## Selección nacional
Zamora fue convocado por Luis Ernesto Pérez para participar en la Revelations Cup 2021, apareciendo en un partido, donde México ganó la competencia.

## Estadísticas

### Clubes
| Club             | Div.       | Temporada  | Liga  | Liga  | Liga   | Copas nacionales | Copas nacionales | Copas nacionales | Copas internacionales | Copas internacionales | Copas internacionales | Total | Total | Total  |
| Club             | Div.       | Temporada  | Part. | Goles | Asist. | Part.            | Goles            | Asist.           | Part.                 | Goles                 | Asist.                | Part. | Goles | Asist. |
| ---------------- | ---------- | ---------- | ----- | ----- | ------ | ---------------- | ---------------- | ---------------- | --------------------- | --------------------- | --------------------- | ----- | ----- | ------ |
| Club León México | 1.ª        | 2019-20    | 2     | 0     | 0      | 0                | 0                | 0                | 1                     | 0                     | 0                     | 3     | 0     | 0      |
| Club León México | Total club | Total club | 2     | 0     | 0      | 0                | 0                | 0                | 1                     | 0                     | 0                     | 3     | 0     | 0      |

1. ↑  Incluye datos de Copa de México (2017-18); Supercopa de México (2017); Copa del Rey (2018-Act.).
2. ↑  Incluye datos de Liga de Campeones de la Concacaf (2018); Liga Europa de la UEFA (2019).

## Palmarés

### Títulos internacionales
| Título      | Club      | País           | Año  |
| ----------- | --------- | -------------- | ---- |
| Leagues Cup | Club León | Estados Unidos | 2021 |